# 直鲁联军
直鲁联军是指中華民国北洋政府时期，奉系的山东督办张宗昌与直隶督办李景林（后褚玉璞）联合组成的军队。

## 历史
1924年第二次直奉战争，奉系击败直系入关，奉军第2军副军长兼第3混成旅旅长张宗昌部一路南下攻占江苏、安徽、上海。1925年4月，段祺瑞执政府任命张宗昌为山东军务督办。奉军第二军军长李景林占领天津，被段祺瑞任命为直隶省军务督办。
1925年12月，李景林部遭到国民军第一军进攻，12月24日放弃天津、保定，退入山东。1926年2月张宗昌与李景林组成直鲁联军对抗国民军。
- 直鲁联军总司令张宗昌，副总司令李景林，前敌总司令褚玉璞，参谋长徐大同。
- 第一军，军长张宗昌（兼）、张敬尧，驻济南，辖暂编第三、第十一、第十三、第十七、第二十二、第六十四、第六十九、第七十、第七十一、第七十二、第七十四师；
- 第二军，军长施从滨、张敬尧
- 第三军，军长程国瑞，驻泰安，辖第二十六、第四十六、第五十六师；
- 第四军，军长方永昌，驻峄县，辖第二、第八两个少将支队；
- 第五军，军长王栋，驻鲁东南一带，辖第二十、第二十一师；
- 第六军，军长褚玉璞（兼）、徐源泉；
- 第七军，军长许琨，驻韩庄，辖第五、第二十七、第四十七师和第一四三、第一五七旅；
- 第八军，军长毕庶澄、柴永升，驻寿张，辖第二十八、第二十九、第八十师；
- 第九军，军长朱泮藻、姜明玉；
- 第十军，军长杜凤举、吴樽卿，驻临城，辖第十三、第十四、第十五、第十六上校支队；
- 第十一军，军长张宗辅、王翰鸣，驻沂州，辖第一一四、第一一七、第一六三旅；
- 第十二军，军长魏联珉、馬玉仁、寇英杰、萬選才；
- 第十三军，军长刘志陆，驻济宁，辖第六十一、第六十二师；
- 第十四军，军长马济，第三十五师、师长：孙殿英；
- 第十五军，军长徐光志、袁振青、陈文钊，驻济宁，辖两个少将支队；
- 第十六军，军长谢玉田；
- 第十七军，军长曲同丰、谢文炳；
- 第十八军，军长王普；
- 第十九军，军长刘凤园；
- 第二十军，军长李藻麟；
- 第二十一军，军长王维城；
- 第二十二军，军长李征五；
- 第二十三军，军长杨清臣，驻郓城；
- 第二十四军，军长潘鸿钧；
- 第二十五军，军长毛思忠；
- 第二十六军，军长张万信；
- 第二十七军，军长李耀昌；
- 第二十八军，军长纪元林；
- 第二十九军，军长张继武；
- 第三十军，军长毛思义；
- 第三十一军，军长武衍周；
- 挺进军，总指挥王振、贾济川；
- 骑兵军，军长张沁元；
- 预备军，军长许琨；
- 直鲁豫联军第一军，军长王兆中；
- 直鲁豫联军第六军，军长王月修；
- 第六十七师，师长张克瑶；
- 独立第六旅，旅长张俊；
- 炮兵独立旅，旅长林泰；
- 骑兵旅，旅长吴致臣；
- 工兵旅，旅长王砥周；
- 工兵总监宋保善；
- 卫兵司令程祥本；
- 运输司令韩文友；
- 宪兵司令田友望；
- 铁甲车司令车合夫（白俄罗斯人）、米洛夫（白俄罗斯人）、刘世安；
- 白俄军，司令聂卡耶夫（白俄罗斯人）；
- 工兵集团长张震寰；
- 骑兵集团长吴樽卿（兼）；
- 幼年学兵团，团长张幼卿；
- 义威军卫队旅，旅长周鸿昌；
- 义威军第一团，团长钟震国；
- 军事实习所，所长曲同丰；
- 将校实习学校，校长曲同丰（兼）；
- 军需学校，总办朱泮藻。
- 东北第一师 师长 李景林
  - 第一旅 旅长 窦联芳
  - 第二旅 旅长 王宾
- 东北第19师 师长 李爽垲
  - 第41旅 旅长 朱同勋
  - 第43旅 旅长 荣臻
- 直隶第一混成旅 旅长 王丕焕
- 直隶第二混成旅 旅长 马瑞云
- 直隶第三混成旅 旅长 张宪
- 直隶第四混成旅 旅长 胡毓坤
- 直隶第五混成旅 旅长 朱益清
- 直隶第一补充旅 旅长 吕正朝
- 直隶第二补充旅 旅长 赫文衡
- 直隶第三补充旅 旅长 尹立泰

1926年3月，直鲁联军沿津蒲路、奉军沿北宁路南北夹击天津。3月12日，日本驱逐舰掩护直鲁联军海军毕庶澄舰队炮击大沽口，国民军岸防炮兵奋起反击把军舰驱逐出大沽口。3月16日，英美法日等八国驻华公使就此事件向北京政府发出最后通牒，要求中国政府撤出大沽口一切岸防设施与军事部署。3月18日北京市各界群众在段祺瑞执政府门前示威抗议八国最后通牒，段祺瑞、鹿钟麟的军队开枪弹压，造成三一八惨案。3月23日国民军第一军放弃天津。3月29日，张作霖主持召开秦皇岛会议，就华北战后权力分割做出安排。4月20日，国民军又放弃北京，退入南口。
由于李景林曾经同情反奉的郭松龄，4月7日褚玉璞继任直隶保安司令，执行督办及省长职权。6月底张作霖、褚玉璞相机把李景林部缴械收编。此后直鲁联军指张宗昌和褚玉璞的部队。
1926年孙传芳被北伐军击败。1926年11月，张作霖召开天津会议，任命张宗昌为安国军副总司令兼直鲁联军总司令，褚玉璞为前敌总司令，张作霖自命安国军总司令。直鲁联军趁机仅占南京、上海沿线，但很快被北伐军击败。
1928年二次北伐，攻占山东，直鲁联军残部5万人在平津、冀东被国民革命军收编，至此直鲁联军彻底覆灭：
- 第21师刘珍年，后被韩复榘打败，被李仙洲接管，成为中央嫡系；
- 第58师陈耀汉，调到南京担当警卫师，师长张灵甫，后来成为第七十四军主力师；
- 第41和第48师编为第十军，徐源泉任军长。